# Alloeodidicrum eungellae
Alloeodidicrum eungellae är en tvåvingeart som beskrevs av Duckhouse 1990. Alloeodidicrum eungellae ingår i släktet Alloeodidicrum och familjen fjärilsmyggor. Inga underarter finns listade i Catalogue of Life.